# 白戸圭一
白戸 圭一（しらと けいいち、1970年-）は日本のアフリカ地域研究者。立命館大学国際関係学部教授。

## 来歴
埼玉県出身。市立浦和高等学校、立命館大学国際関係学部卒業、立命館大学大学院国際関係研究科修士課程修了後、1995年毎日新聞社入社。鹿児島支局、福岡総局（現西部本社報道部福岡本部）、外信部、ヨハネスブルク特派員、政治部、ワシントンD.C.特派員を経て2014年3月退社。三井物産戦略研究所に入社後、主席研究員、欧露中東アフリカ室長などを経て退職。2018年4月より現職。
単著「ルポ資源大陸アフリカ　暴力が結ぶ貧困と繁栄」（東洋経済新報社）で第53回日本ジャーナリスト会議賞受賞、第9回新潮ドキュメント賞最終候補。京都大学アフリカ地域研究資料センター特任教授、三井物産戦略研究所客員研究員、ササカワアフリカ財団理事を兼務。

## 人物
立命館大学時代は探検部に所属し、1991年にニジェールの半砂漠地帯の村でテント生活をした。そのときの模様を映像に収めてテレビ番組を制作し、『アフリカはいつもハッピー』という紀行文も探検部の共著で執筆した。この経験でアフリカに関心を持ったという。後に立命館大学探検部の顧問を務めている。

## 著作物

### 単著
- 『ルポ資源大陸アフリカ――暴力が結ぶ貧困と繁栄』　東洋経済新報社、2009年　朝日文庫（解説：成毛眞）、2012年
- 『日本人のためのアフリカ入門』 ちくま新書、2011年
- 『ボコ・ハラム　イスラーム国を超えた「史上最悪」のテロ組織』新潮社、2017年
- 『アフリカを見る　アフリカから見る』 ちくま新書、2019年
- 『はじめてのニュースリテラシー』ちくまプリマー新書、2021年

### 共著
- 『アフリカはいつもハッピー』（かもがわ出版、1993）
- 『新生南アフリカと日本』（勁草書房、1994）
- 『南アフリカと民主化』（勁草書房、1996）
- 『地域研究調査法を学ぶ人のために』（世界思想社、1996）
- 『社会開発論』（有信堂高文社、2001）
- 『新神への挑戦』（毎日新聞社、2002）
- 『巨龍　中国の実像』（毎日新聞社、2002）
- 『脱米潮流』（毎日新聞社、2006）
- 『南アフリカを知るための60章』（明石書店、2010）
- 『社会人のための現代アフリカ講義』（東京大学出版会、2017）
- 『アフリカ安全保障論入門』 （晃洋書房、2019）
- 『プライマリー国際関係学』（ミネルヴァ書房、2021）